# Smithia erubescens
Smithia erubescens är en ärtväxtart som först beskrevs av Ernst Meyer, och fick sitt nu gällande namn av Baker f.. Smithia erubescens ingår i släktet Smithia och familjen ärtväxter. Inga underarter finns listade i Catalogue of Life.